# Dmitri Galiamin
Dmitri Aleksándrovich Galiamin (en ruso: Дмитрий Александрович Галямин; n. 8 de enero de 1963, Moscú) es un exfutbolista y entrenador ruso. Como futbolista ocupaba la posición de defensa. En 2002 debutó como entrenador en el Dynamo San Petersburgo.

## Carrera profesional
Comenzó su carrera profesional en el PFC CSKA Moscú, donde disputó 292 partidos de liga entre 1981 y 1991. En ese año fue fichado por el RCD Español, donde jugó tres temporadas, y el CP Mérida, club en el que se retiró en 1995.
Fue internacional por la Unión Soviética, por la Comunidad de Estados Independientes y por la nueva selección de Rusia. Participó en el Mundial de 1994. Entre todos los combinados, el defensa disputó un total de 19 partidos internacionales.

### Entrenador
Galiamin ha dirigido a varios equipos rusos: FC Dynamo San Petersburgo (2003), FC Kristall Smolensk (2003), FC Khimki (2004), FC Tom Tomsk (2004), FK Anzhí Majachkalá (2004-06), FC Spartak Nizhni Nóvgorod (2006), FC Master-Saturno Yegórievsk (2008).